# Azzurro azzurro
Azzurro azzurro è il quarto album pubblicato dal cantautore italiano Gigi Finizio nel 1978.

## Tracce
1. Azzurro azzurro
2. Topolina
3. A' sorellina
4. Cuperta 'e vierno
5. Scordame
6. Scugniziello emigrante
7. Sera 'e Natale
8. Yoghi